# Oliver Maclean
Oliver Fitzroy Maclean (19 de maio de 1998) é um remador neozelandês.

## Carreira
Maclean remou primeiro no King's College em Auckland, depois na Northeastern University em Boston e finalmente na Universidade da Califórnia em Berkeley, onde também concluiu com sucesso seus estudos de pós-graduação. Desde que se formou, ele remou pelo North Shore Rowing Club em Auckland. No Campeonato Mundial Júnior de 2016, Maclean terminou em quinto lugar no skiff duplo. No Campeonato Mundial Sub-23 de 2017, ele conquistou o ouro no skiff quádruplo. Silver seguiu dois anos depois no skiff duplo com Jack Lopas.
Nos Jogos Olímpicos de Verão de 2024, em Paris, conquistou a medalha de prata na competição de quatro sem masculino, ao lado de Logan Ullrich, Tom Murray e Matt Macdonald com o tempo de 5:49.88.